# Liste der Nummer-eins-Hits in Österreich (1991)
Dies ist eine Liste der Nummer-eins-Hits in Österreich im Jahr 1991. Sie basiert auf den wöchentlichen Single- und Albumlisten der österreichischen Charts. Die Singlecharts waren Top-30-Listen, die Albumcharts wurden ab 14. Juli von Top 30 auf Top 40 erweitert.

## Singles
| ← 1990 ← | Liste der Nummer-eins-Hits in Österreich | Liste der Nummer-eins-Hits in Österreich | Liste der Nummer-eins-Hits in Österreich                                                                                   | 1992 → |
| \| Zeitraum \| Wo. ges. \| Interpret \| Titel Autor(en) \| Zusätzliche Informationen \| \| (Zeitraum, Wochen auf Platz eins, Interpret, Titel, Autor[en], zusätzliche Informationen) \| \| \| \| \| \| ----------------------------------------------------------------------------------------- \| -------- \| ---------------------------------------- \| -------------------------------------------------------------------------------------------------------------------------- \| --------------------------------------------------------------------------------------------------------------------------------------------------------------------- \| \| 9. Dezember 1990 – 2. Februar 1991 8 Wochen \| 8 \| Enigma \| Sadeness (Part I) Curly M.C., F. Gregorian, David Fairstein \| – \| \| 3. Februar 1991 – 16. März 1991 6 Wochen \| 6 \| The Righteous Brothers \| Unchained Melody Musik: Alex North / Text: Hy Zaret \| Die 1965 von The Righteous Brothers aufgenommene Version des Evergreens erreichte erneute Popularität als Titelmelodie für den Film Ghost – Nachricht von Sam (1990). \| \| 17. März 1991 – 23. März 1991 1 Woche \| 1 \| Dr. Alban feat. Leila K. \| Hello Afrika Musik: Dag Krister Volle / Text: Demba Kally Conta, Leila El Khalifi, Alban Uzoma Nwapa, Asa Anna Ebba Stolpe \| – \| \| 24. März 1991 – 30. März 1991 1 Woche \| 1 \| C+C Music Factory feat. Freedom Williams \| Gonna Make You Sweat (Everybody Dance Now) Robert Manuel Clivillés, Frederick Brandon Williams \| – \| \| 31. März 1991 – 8. Juni 1991 10 Wochen \| 10 \| Roxette \| Joyride Per Gessle \| – \| \| 9. Juni 1991 – 15. Juni 1991 1 Woche \| 1 \| Chesney Hawkes \| The One and Only Nik Kershaw \| – \| \| 16. Juni 1991 – 6. Juli 1991 3 Wochen \| 3 \| Cher \| The Shoop Shoop Song (It’s in His Kiss) Rudy Clark \| Im Original für Merry Clayton (1963) geschrieben. Aus dem Soundtrack zum Film Meerjungfrauen küssen besser. \| \| 7. Juli 1991 – 7. September 1991 9 Wochen \| 9 \| Scorpions \| Wind of Change Klaus Meine \| – \| \| 8. September 1991 – 14. September 1991 1 Woche (insgesamt 2) \| 2 \| Kate Yanai \| Bacardi Feeling (Summer Dreamin’) Olivier Bloch-Lainé, Kate Markowitz, Joseph King Hammer, Christina T. Trulio \| Ursprünglich die Melodie zu einem Werbespot für Bacardi-Rum. \| \| 15. September 1991 – 21. September 1991 1 Woche \| 1 \| David Hasselhoff \| Do the Limbo Dance Jack White, Charles Blackwell \| – \| \| 22. September 1991 – 28. September 1991 1 Woche (insgesamt 2) \| 2 \| Kate Yanai \| Bacardi Feeling (Summer Dreamin’) Olivier Bloch-Lainé, Kate Markowitz, Joseph King Hammer, Christina T. Trulio \| – \| \| 29. September 1991 – 16. November 1991 7 Wochen \| 7 \| Bryan Adams \| (Everything I Do) I Do It for You Robert John "Mutt" Lange, Bryan Adams, Michael Kamen \| Aus dem Soundtrack zum Film Robin Hood – König der Diebe. \| \| 17. November 1991 – 15. Februar 1992 13 Wochen \| 13 \| Salt ’n’ Pepa \| Let’s Talk About Sex Herby E. Azor \| – \| |                                          |                                          | | |
| ← 1990 |                                          |                                          | | → 1992 → |
| Zeitraum | Wo. ges.                                 | Interpret                                | Titel Autor(en) | Zusätzliche Informationen |
| (Zeitraum, Wochen auf Platz eins, Interpret, Titel, Autor[en], zusätzliche Informationen) |                                          |                                          | | |
| 9. Dezember 1990 – 2. Februar 1991 8 Wochen | 8                                        | Enigma                                   | Sadeness (Part I) Curly M.C., F. Gregorian, David Fairstein                                                                | – |
| 3. Februar 1991 – 16. März 1991 6 Wochen | 6                                        | The Righteous Brothers                   | Unchained Melody Musik: Alex North / Text: Hy Zaret                                                                        | Die 1965 von The Righteous Brothers aufgenommene Version des Evergreens erreichte erneute Popularität als Titelmelodie für den Film Ghost – Nachricht von Sam (1990). |
| 17. März 1991 – 23. März 1991 1 Woche | 1                                        | Dr. Alban feat. Leila K.                 | Hello Afrika Musik: Dag Krister Volle / Text: Demba Kally Conta, Leila El Khalifi, Alban Uzoma Nwapa, Asa Anna Ebba Stolpe | – |
| 24. März 1991 – 30. März 1991 1 Woche | 1                                        | C+C Music Factory feat. Freedom Williams | Gonna Make You Sweat (Everybody Dance Now) Robert Manuel Clivillés, Frederick Brandon Williams                             | – |
| 31. März 1991 – 8. Juni 1991 10 Wochen | 10                                       | Roxette                                  | Joyride Per Gessle | – |
| 9. Juni 1991 – 15. Juni 1991 1 Woche | 1                                        | Chesney Hawkes                           | The One and Only Nik Kershaw                                                                                               | – |
| 16. Juni 1991 – 6. Juli 1991 3 Wochen | 3                                        | Cher                                     | The Shoop Shoop Song (It’s in His Kiss) Rudy Clark                                                                         | Im Original für Merry Clayton (1963) geschrieben. Aus dem Soundtrack zum Film Meerjungfrauen küssen besser.                                                           |
| 7. Juli 1991 – 7. September 1991 9 Wochen | 9                                        | Scorpions                                | Wind of Change Klaus Meine                                                                                                 | – |
| 8. September 1991 – 14. September 1991 1 Woche (insgesamt 2) | 2                                        | Kate Yanai                               | Bacardi Feeling (Summer Dreamin’) Olivier Bloch-Lainé, Kate Markowitz, Joseph King Hammer, Christina T. Trulio             | Ursprünglich die Melodie zu einem Werbespot für Bacardi-Rum. |
| 15. September 1991 – 21. September 1991 1 Woche | 1                                        | David Hasselhoff                         | Do the Limbo Dance Jack White, Charles Blackwell                                                                           | – |
| 22. September 1991 – 28. September 1991 1 Woche (insgesamt 2) | 2                                        | Kate Yanai                               | Bacardi Feeling (Summer Dreamin’) Olivier Bloch-Lainé, Kate Markowitz, Joseph King Hammer, Christina T. Trulio             | – |
| 29. September 1991 – 16. November 1991 7 Wochen | 7                                        | Bryan Adams                              | (Everything I Do) I Do It for You Robert John "Mutt" Lange, Bryan Adams, Michael Kamen                                     | Aus dem Soundtrack zum Film Robin Hood – König der Diebe. |
| 17. November 1991 – 15. Februar 1992 13 Wochen | 13                                       | Salt ’n’ Pepa                            | Let’s Talk About Sex Herby E. Azor                                                                                         | – |

## Alben
| ← 1990 ← | Liste der Nummer-eins-Alben in Österreich | Liste der Nummer-eins-Alben in Österreich | Liste der Nummer-eins-Alben in Österreich | 1992 →                                                                                    |
| \| Zeitraum \| Wo. ges. \| Interpret \| Titel \| Zusätzliche Informationen \| \| (Zeitraum, Wochen auf Platz eins, Interpret, Titel, zusätzliche Informationen) \| \| \| \| \| \| ------------------------------------------------------------------------------ \| -------- \| ------------------------------- \| --------------------------- \| ----------------------------------------------------------------------------------------- \| \| 23. Dezember 1990 – 5. Januar 1991 2 Wochen \| 2 \| David Hasselhoff \| Crazy for You \| – \| \| 6. Januar 1991 – 9. Februar 1991 5 Wochen (insgesamt 11) \| 11 \| Elton John \| The Very Best of Elton John \| – \| \| 10. Februar 1991 – 16. Februar 1991 1 Woche (insgesamt 2) \| 2 \| The Righteous Brothers \| The Very Best Of \| – \| \| 17. Februar 1991 – 23. Februar 1991 1 Woche (insgesamt 11) \| 11 \| Elton John \| The Very Best of Elton John \| – \| \| 24. Februar 1991 – 2. März 1991 1 Woche (insgesamt 2) \| 2 \| The Righteous Brothers \| The Very Best Of \| – \| \| 3. März 1991 – 9. März 1991 1 Woche (insgesamt 11) \| 11 \| Elton John \| The Very Best of Elton John \| – \| \| 10. März 1991 – 13. April 1991 5 Wochen \| 5 \| Jazz Gitti & Her Disco Killers \| A Wunda \| – \| \| 14. April 1991 – 11. Mai 1991 4 Wochen (insgesamt 11) \| 11 \| Roxette \| Joyride \| – \| \| 12. Mai 1991 – 25. Mai 1991 2 Wochen \| 2 \| Eurythmics \| Greatest Hits \| – \| \| 26. Mai 1991 – 13. Juli 1991 7 Wochen (insgesamt 11) \| 11 \| Roxette \| Joyride \| – \| \| 14. Juli 1991 – 20. Juli 1991 1 Woche \| 1 \| Yello \| Baby \| – \| \| 21. Juli 1991 – 27. Juli 1991 1 Woche (insgesamt 2) \| 2 \| Cher \| Love Hurts \| – \| \| 28. Juli 1991 – 3. August 1991 1 Woche \| 1 \| Die Hektiker \| Endlich \| – \| \| 4. August 1991 – 10. August 1991 1 Woche (insgesamt 2) \| 2 \| Cher \| Love Hurts \| – \| \| 11. August 1991 – 24. August 1991 2 Wochen \| 2 \| Scorpions \| Crazy World \| – \| \| 25. August 1991 – 21. September 1991 4 Wochen \| 4 \| R.E.M. \| Out of Time \| – \| \| 22. September 1991 – 19. Oktober 1991 4 Wochen \| 4 \| Dire Straits \| On Every Street \| – \| \| 20. Oktober 1991 – 2. November 1991 2 Wochen \| 2 \| Bryan Adams \| Waking Up the Neighbours \| – \| \| 3. November 1991 – 7. Dezember 1991 5 Wochen \| 5 \| Rainhard Fendrich \| Nix is fix \| – \| \| 8. Dezember 1991 – 11. Januar 1992 5 Wochen (insgesamt 6) \| 6 \| Erste Allgemeine Verunsicherung \| Watumba! \| Watumba! war das vierte Nummer-eins-Album der Ersten Allgemeinen Verunsicherung in Folge. \| |                                           |                                           |                                           |                                                                                           |
| ← 1990 |                                           |                                           |                                           | → 1992 →                                                                                  |
| Zeitraum | Wo. ges.                                  | Interpret                                 | Titel                                     | Zusätzliche Informationen                                                                 |
| (Zeitraum, Wochen auf Platz eins, Interpret, Titel, zusätzliche Informationen) |                                           |                                           |                                           |                                                                                           |
| 23. Dezember 1990 – 5. Januar 1991 2 Wochen | 2                                         | David Hasselhoff                          | Crazy for You                             | –                                                                                         |
| 6. Januar 1991 – 9. Februar 1991 5 Wochen (insgesamt 11) | 11                                        | Elton John                                | The Very Best of Elton John               | –                                                                                         |
| 10. Februar 1991 – 16. Februar 1991 1 Woche (insgesamt 2) | 2                                         | The Righteous Brothers                    | The Very Best Of                          | –                                                                                         |
| 17. Februar 1991 – 23. Februar 1991 1 Woche (insgesamt 11) | 11                                        | Elton John                                | The Very Best of Elton John               | –                                                                                         |
| 24. Februar 1991 – 2. März 1991 1 Woche (insgesamt 2) | 2                                         | The Righteous Brothers                    | The Very Best Of                          | –                                                                                         |
| 3. März 1991 – 9. März 1991 1 Woche (insgesamt 11) | 11                                        | Elton John                                | The Very Best of Elton John               | –                                                                                         |
| 10. März 1991 – 13. April 1991 5 Wochen | 5                                         | Jazz Gitti & Her Disco Killers            | A Wunda                                   | –                                                                                         |
| 14. April 1991 – 11. Mai 1991 4 Wochen (insgesamt 11) | 11                                        | Roxette                                   | Joyride                                   | –                                                                                         |
| 12. Mai 1991 – 25. Mai 1991 2 Wochen | 2                                         | Eurythmics                                | Greatest Hits                             | –                                                                                         |
| 26. Mai 1991 – 13. Juli 1991 7 Wochen (insgesamt 11) | 11                                        | Roxette                                   | Joyride                                   | –                                                                                         |
| 14. Juli 1991 – 20. Juli 1991 1 Woche | 1                                         | Yello                                     | Baby                                      | –                                                                                         |
| 21. Juli 1991 – 27. Juli 1991 1 Woche (insgesamt 2) | 2                                         | Cher                                      | Love Hurts                                | –                                                                                         |
| 28. Juli 1991 – 3. August 1991 1 Woche | 1                                         | Die Hektiker                              | Endlich                                   | –                                                                                         |
| 4. August 1991 – 10. August 1991 1 Woche (insgesamt 2) | 2                                         | Cher                                      | Love Hurts                                | –                                                                                         |
| 11. August 1991 – 24. August 1991 2 Wochen | 2                                         | Scorpions                                 | Crazy World                               | –                                                                                         |
| 25. August 1991 – 21. September 1991 4 Wochen | 4                                         | R.E.M.                                    | Out of Time                               | –                                                                                         |
| 22. September 1991 – 19. Oktober 1991 4 Wochen | 4                                         | Dire Straits                              | On Every Street                           | –                                                                                         |
| 20. Oktober 1991 – 2. November 1991 2 Wochen | 2                                         | Bryan Adams                               | Waking Up the Neighbours                  | –                                                                                         |
| 3. November 1991 – 7. Dezember 1991 5 Wochen | 5                                         | Rainhard Fendrich                         | Nix is fix                                | –                                                                                         |
| 8. Dezember 1991 – 11. Januar 1992 5 Wochen (insgesamt 6) | 6                                         | Erste Allgemeine Verunsicherung           | Watumba!                                  | Watumba! war das vierte Nummer-eins-Album der Ersten Allgemeinen Verunsicherung in Folge. |

## Jahreshitparaden
| ← 1990 ← | Liste der Nummer-eins-Hits in Österreich | Liste der Nummer-eins-Hits in Österreich | Liste der Nummer-eins-Hits in Österreich | 1992 →   |
| \| Singles \| Position# \| Alben \| \| ----------------------------------------------------------------------------------------------------- \| --------- \| -------------------------------------- \| \| Wind of Change Scorpions Klaus Meine \| 1 \| Joyride Roxette \| \| (Everything I Do) I Do It for You Bryan Adams Bryan Adams, Robert John „Mutt“ Lange und Michael Kamen \| 2 \| The Very Best of Elton John Elton John \| \| The Shoop Shoop Song (It’s in His Kiss) Cher Rudy Clark \| 3 \| Out of Time R.E.M. \| \| Unchained Melody The Righteous Brothers Musik: Alex North / Text: Hy Zaret \| 4 \| Greatest Hits Eurythmics \| \| Do the Limbo Dance David Hasselhoff Jack White, Charles Blackwell \| 5 \| A Wunda Jazz Gitti & Her Disco Killers \| \| Joyride Roxette Per Gessle \| 6 \| Crazy World Scorpions \| \| Bobby Brown Frank Zappa \| 7 \| Love Hurts Cher \| \| Sadeness (Part I) Enigma Michael Cretu, Fabrice Cuitad, Frank Peterson \| 8 \| Serious Hits… Live! Phil Collins \| \| Keep on Running Milli Vanilli Frank Farian \| 9 \| The Album – Hello Africa Dr. Alban \| \| Bow Down Mister Jesus Loves You Angela Dust \| 10 \| Crazy for You David Hasselhoff \| |                                          |                                          |                                          |          |
| ← 1990 |                                          |                                          |                                          | → 1992 → |
| Singles | Position#                                | Alben                                    |                                          |          |
| Wind of Change Scorpions Klaus Meine | 1                                        | Joyride Roxette                          |                                          |          |
| (Everything I Do) I Do It for You Bryan Adams Bryan Adams, Robert John „Mutt“ Lange und Michael Kamen | 2                                        | The Very Best of Elton John Elton John   |                                          |          |
| The Shoop Shoop Song (It’s in His Kiss) Cher Rudy Clark | 3                                        | Out of Time R.E.M.                       |                                          |          |
| Unchained Melody The Righteous Brothers Musik: Alex North / Text: Hy Zaret | 4                                        | Greatest Hits Eurythmics                 |                                          |          |
| Do the Limbo Dance David Hasselhoff Jack White, Charles Blackwell | 5                                        | A Wunda Jazz Gitti & Her Disco Killers   |                                          |          |
| Joyride Roxette Per Gessle | 6                                        | Crazy World Scorpions                    |                                          |          |
| Bobby Brown Frank Zappa | 7                                        | Love Hurts Cher                          |                                          |          |
| Sadeness (Part I) Enigma Michael Cretu, Fabrice Cuitad, Frank Peterson | 8                                        | Serious Hits… Live! Phil Collins         |                                          |          |
| Keep on Running Milli Vanilli Frank Farian | 9                                        | The Album – Hello Africa Dr. Alban       |                                          |          |
| Bow Down Mister Jesus Loves You Angela Dust | 10                                       | Crazy for You David Hasselhoff           |                                          |          |